# Katherine Pulaski
Katherine Pulaski è un personaggio immaginario dell'universo di Star Trek. Interpretata dall'attrice statunitense Diana Muldaur, appare unicamente in 20 episodi della seconda stagione della serie televisiva Star Trek: The Next Generation e in alcuni romanzi del franchise. La dottoressa Pulaski è un ufficiale medico della Federazione che entra nella serie all'inizio della seconda stagione di The Next Generation, in sostituzione della dottoressa Beverly Crusher, momentaneamente trasferita alla divisione medica della Flotta Stellare. La dottoressa Crusher riprenderà servizio a bordo dell'Enterprise all'inizio della terza stagione.

## Storia del personaggio
Nel 2353 ha una relazione con Kyle Riker, e dopo questa relazione si sposa per tre volte. Soffre di una fobia per il teletrasporto. Ufficiale medico sulla USS Repulse, appena venuta a conoscenza di un posto vuoto di ufficiale medico capo sull'USS Enterprise NCC-1701-D fa di tutto per esservi assegnata. Ha difficoltà ad accettare l'androide Data come un essere senziente e molto spesso lo tratta come una macchina. È l'autrice del trattato Modelli lineari di propagazione virale, ritenuto una pietra miliare.

## Sviluppo
Durante la seconda stagione della serie, il personaggio della Dottoressa Crusher viene sostituito temporaneamente con quella della Dottoressa Pulaski, interpretata da Diana Muldaur. Ciò viene spiegato con il trasferimento dell'ufficiale medico capo dalla USS Enterprise NCC-1701-D alla divisione medica della Flotta Stellare di cui viene messa a capo. Il produttore Rick Berman ha affermato che Gates McFadden, interprete di Crusher, se ne andò a causa delle sue controversie con lo sceneggiatore capo di The Next Generation, Maurice Hurley. Patrick Stewart, interprete del capitano Jean-Luc Picard, si disse dispiaciuto della partenza di McFadden e giocò un ruolo importante nel favorire il suo ritorno dopo l'abbandono di Hurley alla fine della seconda stagione della serie.

## Interpreti
La dottoressa Pulaski viene interpretata dall'attrice statunitense Diana Muldaur. L'attrice aveva già preso parte a due episodi della serie classica di Star Trek, interpretando la dottoressa Ann Mulhall e l'aliena Thalassa nell'episodio della seconda stagione Ritorno al domani (Return to Tomorrow , 1968) e la dottoressa Miranda Jones nell'episodio della terza stagione La bellezza è verità? (Is There in Truth No Beauty?, 1968).
Nell'edizione italiana di The Next Generation, il personaggio di Katherine Pulaski viene doppiato da Maria Pia Di Meo.

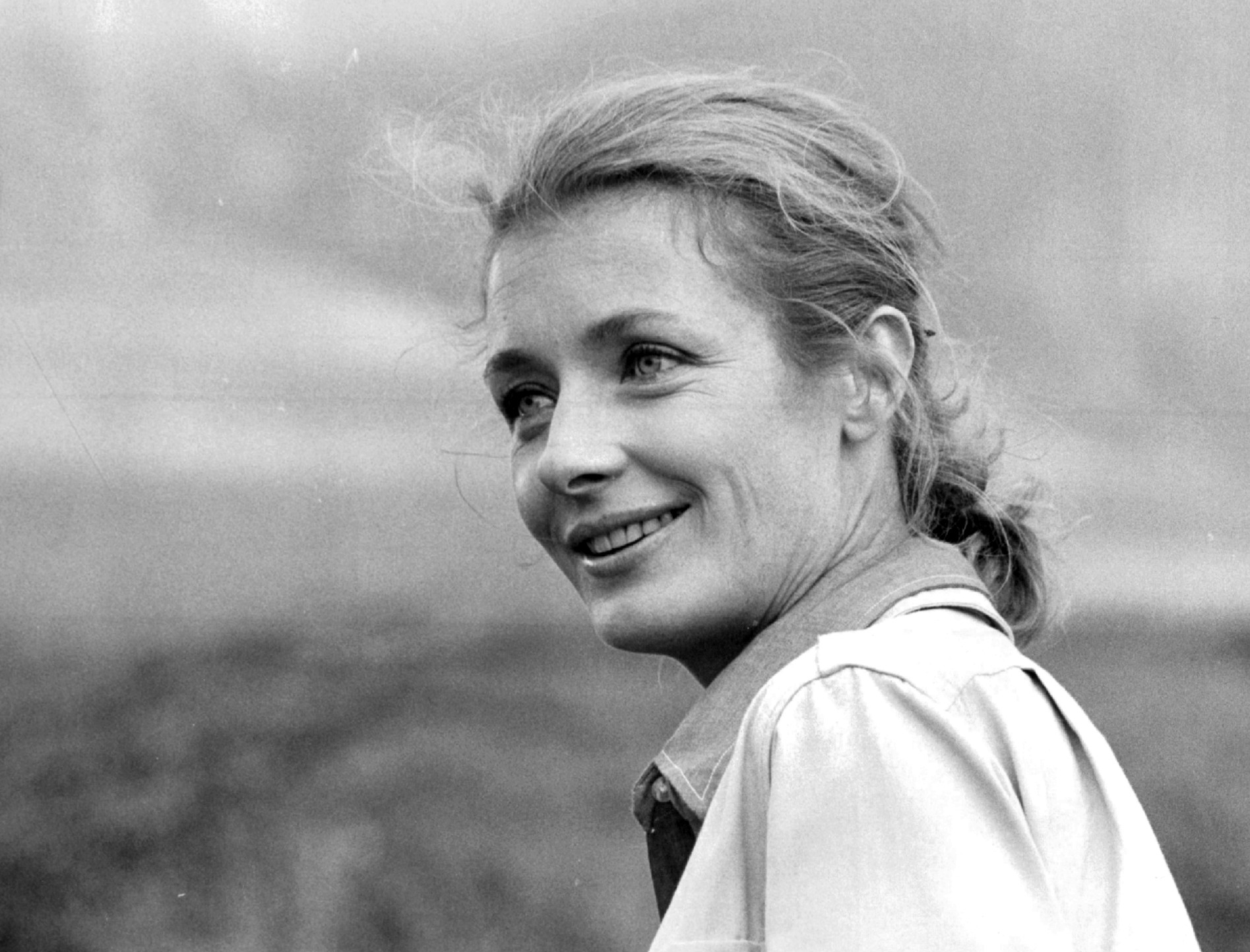
Diana Muldaur, interprete di Katherrine Pulaski

## Filmografia
- Star Trek: The Next Generation - serie TV, 20 episodi (1988-1989)

## Pubblicazioni (parziale)

### Romanzi
- (EN) Michael Jan Friedman, A Call to Darkness, collana Star Trek: The Next Generation, Pocket Books, 1989, ISBN 0671687085.
- (EN) Howard Weinstein, Power Hungry, collana Star Trek: The Next Generation, Pocket Books, 1989, ISBN 0671746480.
- (EN) Dean Wesley Smith e Kristine Kathryn Rusch, Vectors, collana Star Trek: The Next Generation, Pocket Books, 1999, ISBN 0671032569.